# Tipuana
Tipuana là một chi thực vật trong phân họ Faboideae, họ Fabaceae.

## Các loài
- Tipuana amazonica Ducke (accepted name Vatairea macrocarpa)
- Tipuana auriculata Allemao (accepted name Luetzelburgia auriculata)
- Tipuana cinerascens (Benth.) Malme (accepted name Vatairea macrocarpa)
- Tipuana erythrocarpa Ducke (accepted name Vatairea erythrocarpa)
- Tipuana fusca Ducke (accepted name Vatairea fusca)
- Tipuana heteroptera (Allemao) Benth. (accepted name Vatairea heteroptera)
- Tipuana lundellii Standl. (accepted name Vatairea lundellii)
- Tipuana macrocarpa (Benth.) Benth. (accepted name Vatairea macrocarpa)
- Tipuana mucronata (Benth.) J.F. Macbr. (accepted name Vatairea macrocarpa)
- Tipuana sericea Ducke (accepted name Vatairea sericea)
- Tipuana speciosa Benth. (accepted name Tipuana tipu)
- Tipuana tipa Lillo (accepted name Tipuana tipu)
- Tipuana tipu (Benth.) Kuntze

## Hình ảnh

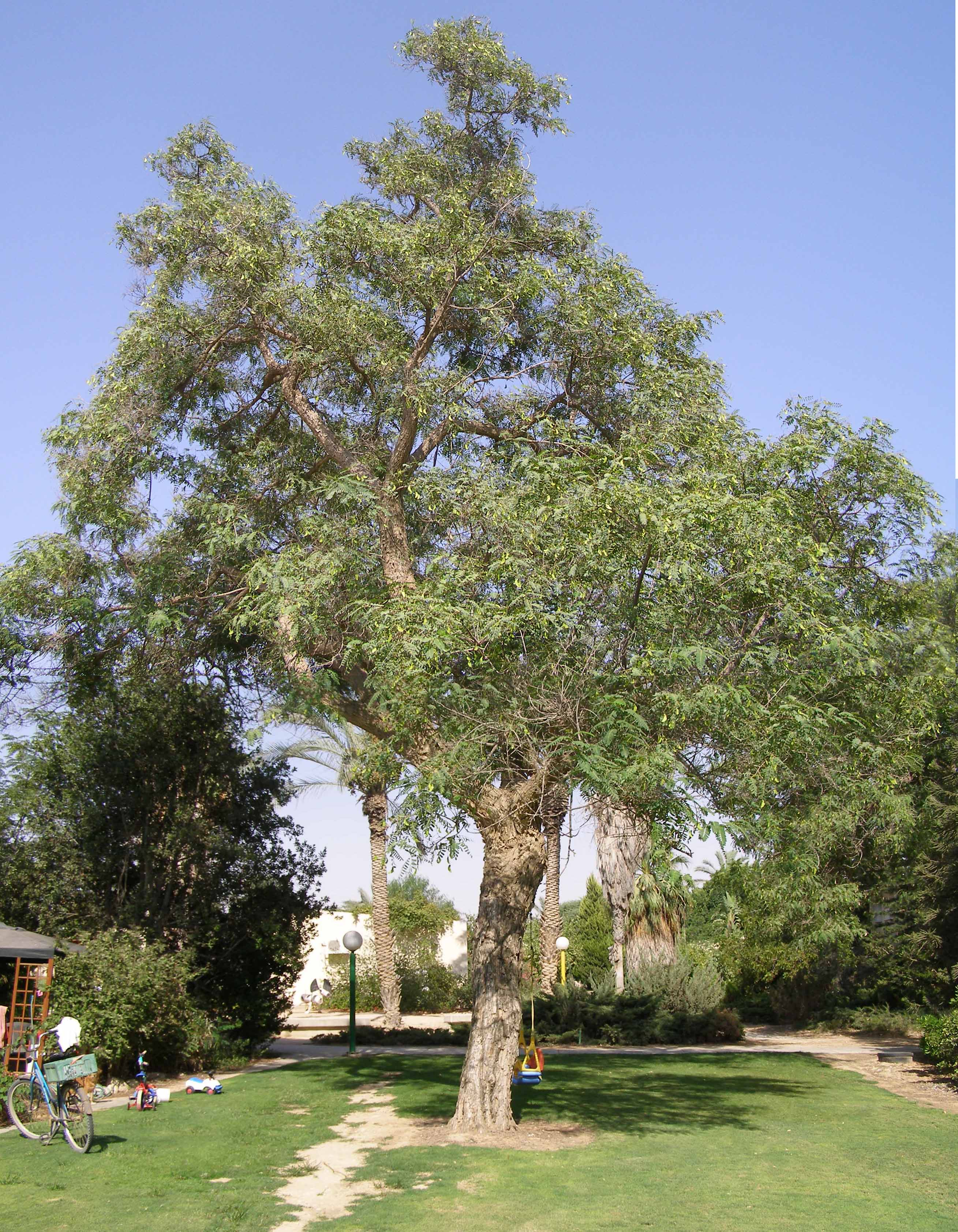
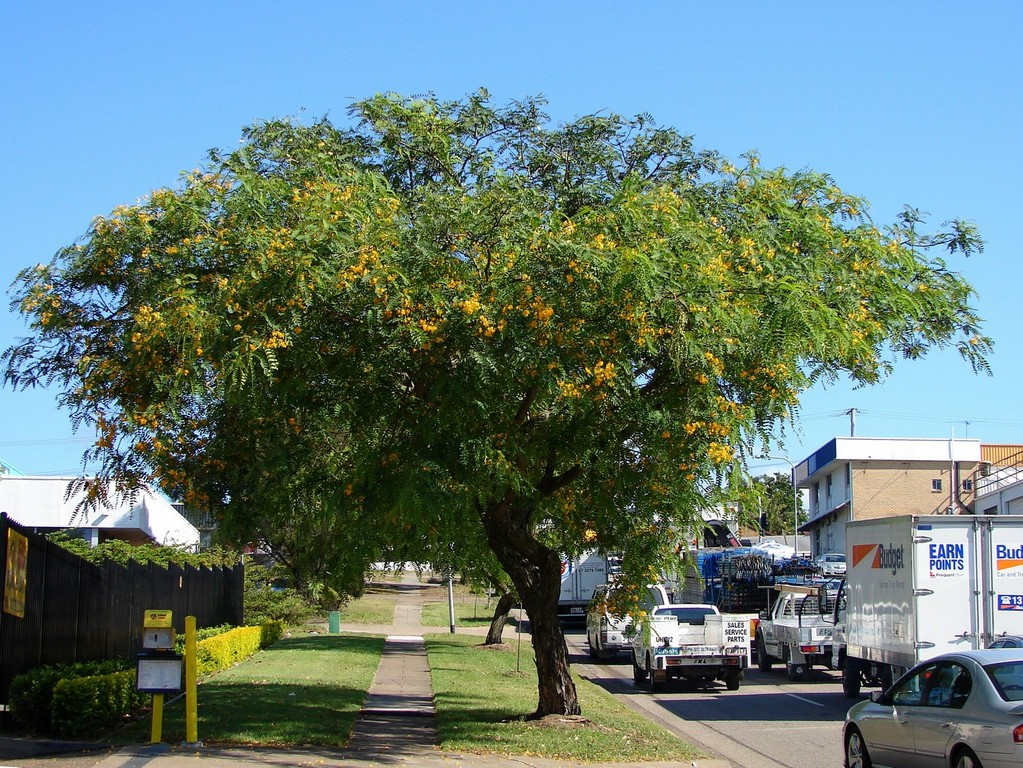
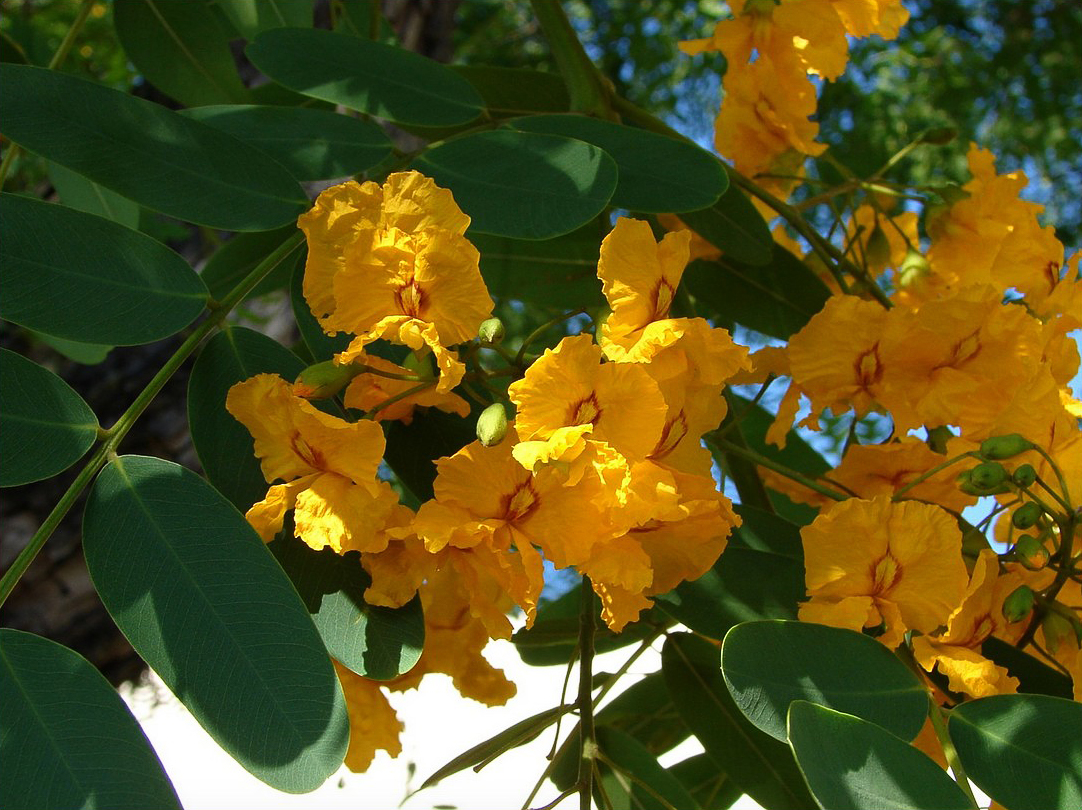